# アーチボルド・ダグラス (第8代クイーンズベリー侯爵)
第8代クイーンズベリー侯爵アーチボルド・ウィリアム・ダグラス（英語: Archibald William Douglas, 8th Marquess of Queensberry PC、1818年4月18日 – 1858年8月6日）は、イギリスの貴族、政治家。ピール派に属し、1853年から1856年まで王室監査官を務めた。

## 生涯
第7代クイーンズベリー侯爵ジョン・ダグラスと妻サラ（Sarah、旧姓ダグラス（Douglas）、1864年11月13日没、ジェームズ・ショルト・ダグラスの娘）の息子として、1818年4月18日に生まれた。イートン・カレッジで教育を受けた。
1837年12月26日、エンサイン（歩兵少尉）としての辞令を購入して、第92歩兵連隊に配属された。1838年7月27日、コルネット（騎兵少尉）としての辞令を購入して、ライフガーズ第2連隊に転じた。1844年1月、陸軍から引退した。
クリケット選手であり、1841年にメリルボーン・クリケット・クラブに所属した。
1847年イギリス総選挙でダンフリーズシャー選挙区から出馬して無投票で当選、1852年イギリス総選挙でも無投票で再選した。1850年8月31日にダンフリーズ統監に任命され、1858年3月18日までに辞任した。1853年1月4日に王室監査官に任命され、同年2月7日に枢密顧問官に就任した。その後、1856年7月までに王室監査官を辞任した。政治家として保守党所属とも、ピール派所属ともされる。
1856年12月19日に父が死去すると、クイーンズベリー侯爵位を継承した。
1858年8月6日、ダンフリーズシャーのキンマウントで銃の暴発により死去した。自殺説もあり、『バーク貴族名鑑』2003年版では事故かどうかが不明だとしている。長男ジョン・ショルトが爵位を継承した。

## 家族
1840年5月28日、グレトナ・グリーンでキャロライン・マーガレット・クレイトン（1821年7月14日 – 1904年2月14日、第5代準男爵サー・ウィリアム・ロバート・クレイトンの娘）と結婚、6月2日に再び結婚式を挙げた。2人は5男2女をもうけた。
- ガートルード・ジョージナ（Gertrude Georgina、1842年8月21日 – 1893年11月25日） - 1882年11月、トマス・ストック（Thomas Stock）と結婚[2]
- ジョン・ショルト（1844年7月20日 – 1900年1月31日） - 第9代クイーンズベリー侯爵[2][1]
- フランシス・ウィリアム・ブーヴェリー（英語版）（1847年2月8日 – 1865年7月14日） - マッターホルンで事故死[2][1]
- アーチボルド・エドワード（英語版）（1850年6月17日 – 1938年2月13日） - カトリックの聖職者[2][1]
- 男子（1853年1月1日 – 1853年1月2日[2]）
- ジェームズ・エドワード・ショルト（1855年5月25日 – 1891年5月5日） - 1888年9月4日、マーサ・ルーシー・ヘネシー（Martha Lucy Hennessy、1854年 – 1941年1月31日、フレデリック・ヘネシーの娘、リチャード・ヘネシーの未亡人）と結婚、子供なし[2][14]
- フローレンス・キャロライン（英語版）（1855年5月25日 – 1905年11月7日） - 1875年4月3日、第11代準男爵サー・アレクサンダー・ボーモント・チャーチル・ディクシーと結婚、子供あり[2]